# Opius posadai
Opius posadai är en stekelart som beskrevs av Fischer 1966. Opius posadai ingår i släktet Opius och familjen bracksteklar. Inga underarter finns listade i Catalogue of Life.